# Іваново-Родіоновський
Іва́ново-Родіо́новський (рос. Иваново-Родионовский) — селище у складі Промишленнівського округу Кемеровської області, Росія.
Стара назва — Іваново-Родіоновськ.

## Населення
Населення — 319 осіб (2010; 328 у 2002).
Національний склад (станом на 2002 рік):
- росіяни — 57 %
- чуваші — 37 %